# XM (album)
XM è il terzo album dal vivo del gruppo musicale britannico Porcupine Tree, pubblicato nel 2003 dalla Transmission Recordings e dalla Lava Records.

## Descrizione
Distribuito in tiratura limitata a 1 500 copie, contiene la registrazione del concerto tenuto dal gruppo presso lo Studio One della XM Satellite Radio di Washington durante la promozione del settimo album In absentia.
Nel disco figura per la prima volta il chitarrista John Wesley, entrato a far parte della formazione dal vivo dei Porcupine Tree l'anno precedente.

## Tracce
1. Blackest Eyes – 4:26
2. The Sound of Muzak – 5:02
3. Gravity Eyelids – 7:30
4. Wedding Nails – 5:17
5. Even Less/Slave Called Shiver – 11:38
6. Heartattack in a Layby – 4:16
7. Strip the Soul – 7:06
8. Tinto Brass – 6:38

## Formazione
Gruppo
- Richard Barbieri – tastiera
- Colin Edwin – basso
- Gavin Harrison – batteria, percussioni
- Steven Wilson – chitarra, voce

Altri musicisti
- John Wesley – chitarra, cori

Produzione
- Quinton Roebuck – registrazione
- Aaron Lee – assistenza alla registrazione
- Steven Wilson – missaggio